# Ronald Prescott Reagan

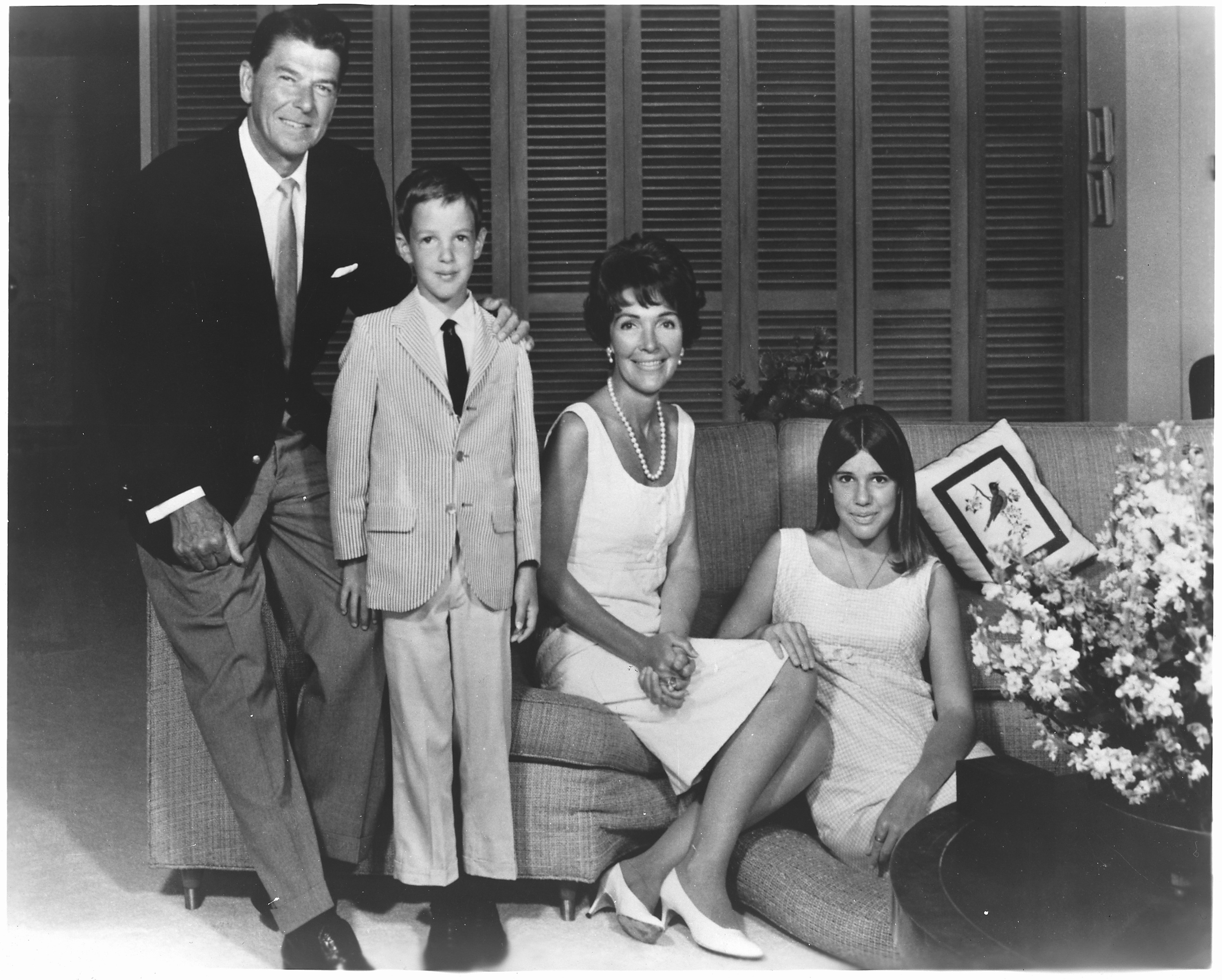
Reagan 1967 mit Eltern und Schwester

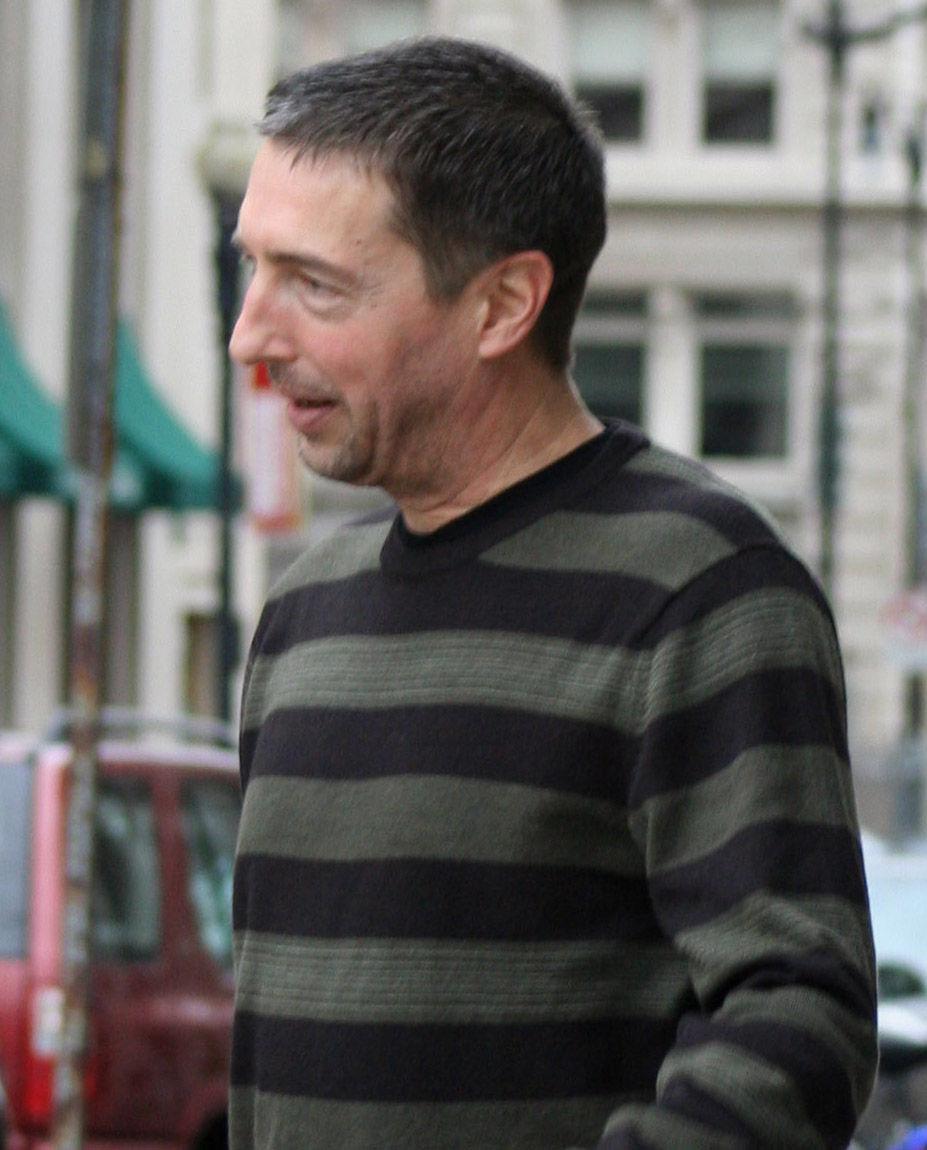
Reagan 2007

Ronald Prescott Reagan (* 20. Mai 1958 in Los Angeles), besser bekannt als Ron Reagan, ist ein US-amerikanischer Journalist. Er ist der Sohn des ehemaligen US-Präsidenten Ronald Reagan und dessen Frau Nancy.

## Leben
Nachdem er ein Studium an der Yale University bereits nach einem Semester abgebrochen hatte, begann er zunächst eine Karriere als Balletttänzer. Ausflüge in die Schauspielerei blieben auf einige kurze Auftritte in Fernsehserien beschränkt.
Er moderierte Fernsehsendungen und war Gastgeber verschiedener Talkshows. 2005 war seine Show Connected: Coast to Coast with Ron Reagan and Monica Crowley auf MSNBC. Später betätigte er sich zunehmend als politischer Kommentator, wobei er dem liberalen bzw. demokratischen Lager zuzurechnen ist. 
Eine größere Öffentlichkeit bekam Reagan zuletzt anlässlich des Begräbnisses seines Vaters sowie wegen seiner offenen Kritik an George W. Bush. Auf seine eigenen politischen Ambitionen angesprochen, sagte er: „Ich wäre unwählbar. Ich bin Atheist. Wie wir alle wissen, ist das etwas, was die Menschen nicht akzeptieren werden.“  2004 und 2009 erhielt er den „Emperor Has No Clothes Award“ von der Freedom From Religion Foundation.
Reagan heiratete 1980 Doria Palmieri, die im März 2014 starb. Er lebt in Seattle.